# 2020 في أذربيجان
الأحداث من عام 2020 في أذربيجان.

## شاغلو الوظائف
- الرئيس : إلهام علييف
- نائب الرئيس : مهريبان علييفا
- رئيس الوزراء : علي أسادوف

## الأحداث
- 9 فبراير - 2020 الانتخابات البرلمانية الأذربيجانية[1]
- 28 فبراير - أول حالة إصابة بفيروس كورونا في أذربيجان, وهو مواطن روسي سافر إلى إيران.[2] تم تأكيد حالتين أخريين في وقت لاحق في البلاد وتم عزلهم جميعاً. كانوا مواطنين أذربيجانيين عادوا من إيران. أغلقت أذربيجان في نفس اليوم حدودها مع إيران لمدة أسبوعين.[3]
- 12 يوليو - ورد أنه تم تبادل نيران المدفعية مع القوات المسلحة الأرمنية في مقاطعة تووز.[4]
- 27 سبتمبر - بدأ نزاع ناغورني كاراباخ 2020 .